# علم و فناوری در روسیه

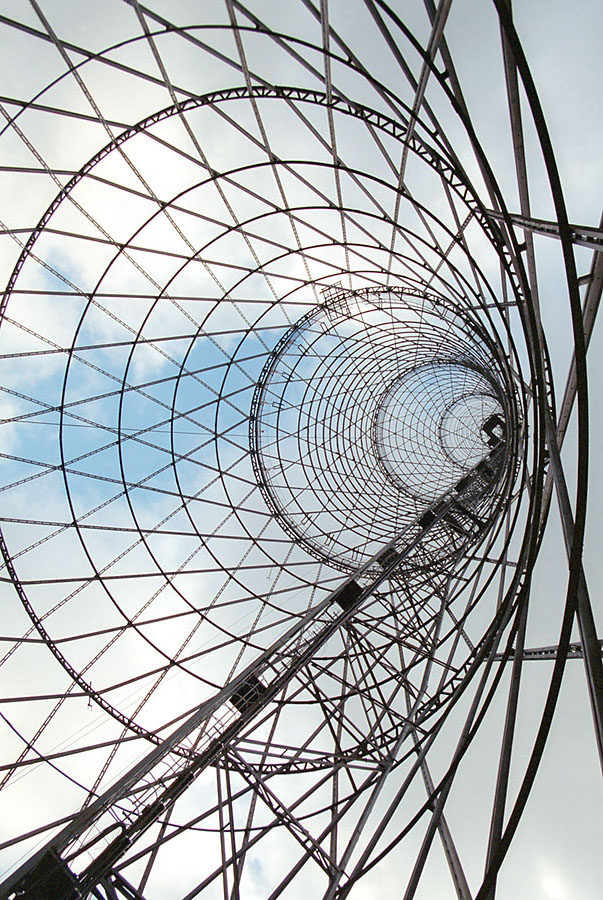
برج شوخوف در مسکو

حدود ۴۰۰۰ سازمان در روسیه وجود دارند که مرتبط با پژوهش و توسعه هستند و حدود یک میلیون پرسنل دارند که نیمی از آن‌ها مشغول پژوهش علمی هستند. تحقیقات علمی بنیادی در آکادمی علوم روسیه متمرکز هستند و اکنون شامل صدها مؤسسه هستند که متخصص در همه رشته‌های علمی برجسته مانند ریاضیات، زیست‌شناسی، شیمی، فیزیک، علوم زمین، ستاره‌شناسی و غیره می‌باشند. دستاوردهای روسیه در علم و فناوری بسیار زیاد بوده‌اند که از میانشان می‌توان به تشکیل جدول تناوبی عناصر توسط دمیتری مندلیف و اختراع رادیو توسط الکساندر استپانویچ پوپوف اشاره نمود.